# Digitalis-Antidot
Digitalis-Antidot – związek organiczny wykorzystywany jako antidotum w zatruciu glikozydami naparstnicy. Lek jest pozyskiwany z przeciwciał owiec domowych wcześniej immunizowanych pochodną digoksyny – DDMA. Lek jest produkowany pod nazwami Digibind (przez GlaxoSmithKline) i DigiFab (przez BTG plc).

## Przeciwwskazania
Leku nie powinny zażywać osoby uczulone na owce, papainę i bromelinę.